# Losach-Blusen
Losach-Blusen war die Bezeichnung für einen Ortsteil bzw. eine Streusiedlung in der Gemeinde Prägraten am Großvenediger. Die Streusiedlung Losach-Blusen wurde erstmals 1951 als Bestandteil der Ortschaft bzw. Fraktion Sankt Andrä vom Österreichischen Statistischen Zentralamt separat ausgewiesen und bis 1971 in dieser Form geführt.

## Geographie
Losach-Blusen setzte sich aus den Bauernhöfen Losach und Blusen (auch „Blusn“) zusammen, die an der rechten Talseite der Isel am gegenüberliegenden Ufer vom nördlich gelegenen Bichl bzw. Sankt Andrä liegen. Östlich von Losach-Blusen liegt die Streusiedlung Gritzach, über die Losach-Blusen von Sankt Andrä aus per Fahrweg erreichbar ist.

## Geschichte
Losach-Blusen wurde von der Statistik Austria lange Zeit nicht eigens genannt, sondern als Teil von Sankt Andrä miteingerechnet. Erst im Zuge der Volkszählung 1951 wurden die benachbarten Höfe als Streusiedlung Losach-Blusen bestehend aus zwei Häusern mit acht Einwohnern extra ausgewiesen. 1961 lebten in den beiden Höfen 17 Menschen, 1971 waren es acht. In der Folge wurden die Bauernhöfe Blusen und Losach als eigenständige Höfe separat ausgewiesen, wobei 1981 zwei Menschen in Blusen und neun in Losach lebten. Seit 1991 werden Blusen und Losach zwar als eigenständige Einzelhöfe bzw. Einzelhäuser jedoch ohne Bevölkerungszahlen oder weitere Daten ausgewiesen.